# Farce (cuisine)
Pour les articles homonymes, voir Farce.

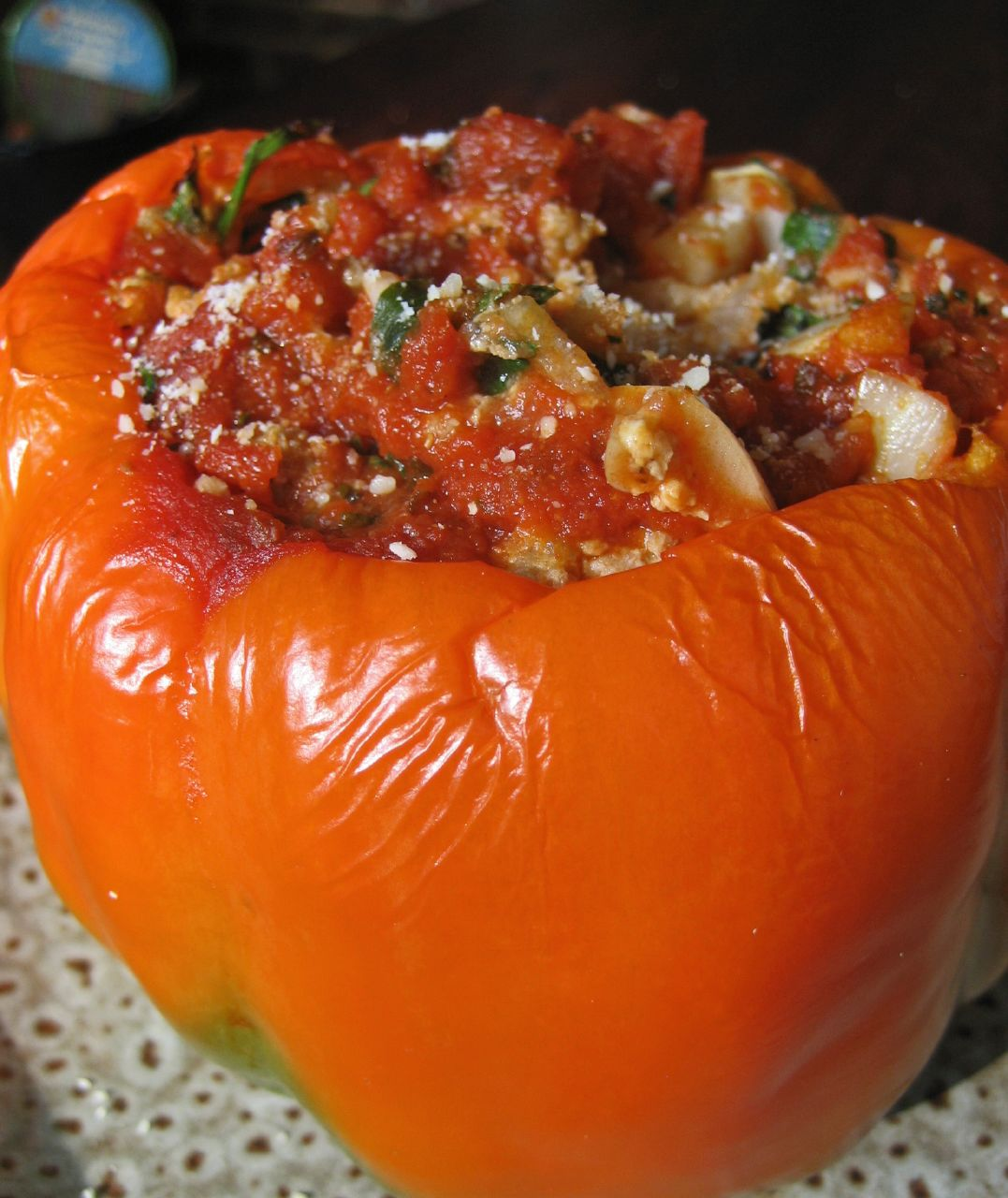
Un poivron orange farci.

La farce est un mélange de divers ingrédients utilisé pour remplir un autre aliment creux (ou creusé à cet effet) que l'on va cuire, ceci afin qu'il garde sa forme et qu'il prenne du goût. L'idée principale est surtout qu'il s'agit d'un mélange ou d'une mixture qui va entrer dans la composition d'un plat plus élaboré.

## Histoire
L'utilisation de la farce est l'une des techniques de cuisine les plus anciennes, puisqu'on peut farcir la panse d'un gibier après extraction des abats. Le livre de recettes romain d'Apicius, De Re Coquinaria, contient des indications pour farcir les poulets, les lièvres, les porcs et de petits rongeurs. La plupart des farces décrites se composent de légumes, d'herbes et d'épices, de noix et d'épeautre ; elles contiennent souvent du hachis de foie, de cervelle ou d'autres viandes.

## Ingrédients
La farce contient souvent de la mie de pain ou de la chapelure, de la chair à saucisse, de la viande hachée, des abats, des oignons, de l'ail ou des échalotes, ainsi que du jaune d'œuf pour lier, mais elle peut aussi être uniquement végétarienne.